# Бояджиев, Живко
Живко Бояджиев (болг. Живко Бояджиев); 14 апреля 1936, София — 9 августа 2007, София) — болгарский лингвист и переводчик.

## Биография
Родился 14 апреля 1936 в Софии в семье интеллигентных родителей, которые имели трех детей. Учился в колледже во Франции в 1948. Окончил в 1953 году Софийский университет.
После окончания средней школы некоторое время был учителем французского языка в Брезнике (1958—1959).
В 1962, после конкурса стал постоянным доцентом Софийского университета.
В 1974 защитил докторскую диссертацию. В 1989 был избран профессором.
Преподавал во многих университетах Европы.
Умер 9 августа 2007 в Софии.